# مت
مت (به لاتین: Mat) یک شهرستان در آلبانی است که در شهرستان دیبر واقع شده‌است.